# Chrysomallon squamiferum
Genre
Espèce
Classification phylogénétique
- mollusques
  - solénogastres
  - caudofovéates
  - eumollusques
    - polyplacophores
    - conchifères
      - monoplacophores
      - ganglioneures
        - viscéroconques
          - gastéropodes
          - céphalopodes

        - diasomes
          - bivalves
          - scaphopodes

Statut de conservation UICN

 EN  : En danger
Le Gastéropode écailleux (Chrysomon squamiferum) est une espèce d'escargot marin, de la famille des Peltospiridae, vivant aux abords des sources hydrothermales profondes. Son pied est recouvert d'écailles dures, des sclérites.

## Caractéristiques
Il vit à plus de 2 400 mètres de profondeur près des cheminées hydrothermales dans l'océan Indien. La couche supérieure de sa coquille est renforcée de pyrite (FeS2, disulfure de fer). Il est le seul animal vivant connu à incorporer significativement ce minéral dans la structure de son squelette externe, ce qui lui permet de résister à des conditions de vie très rudes,. D'autres espèces de cette famille sont toutefois capables de métaboliser de la pyrite.[pas clair]

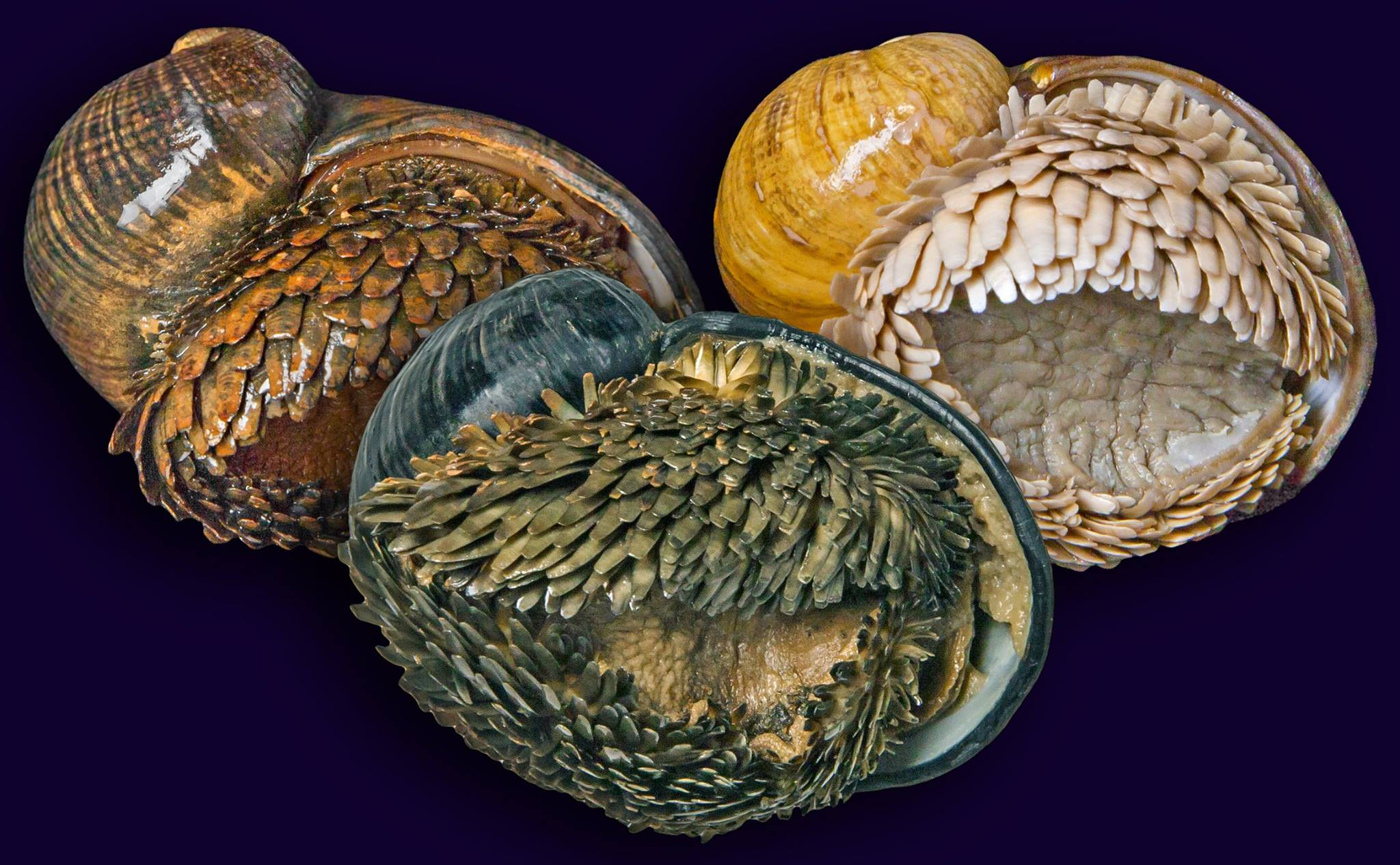
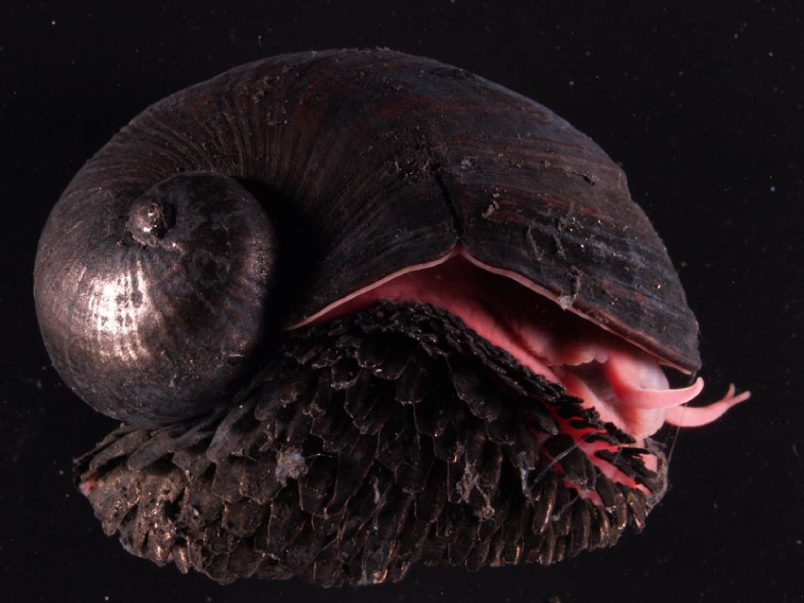
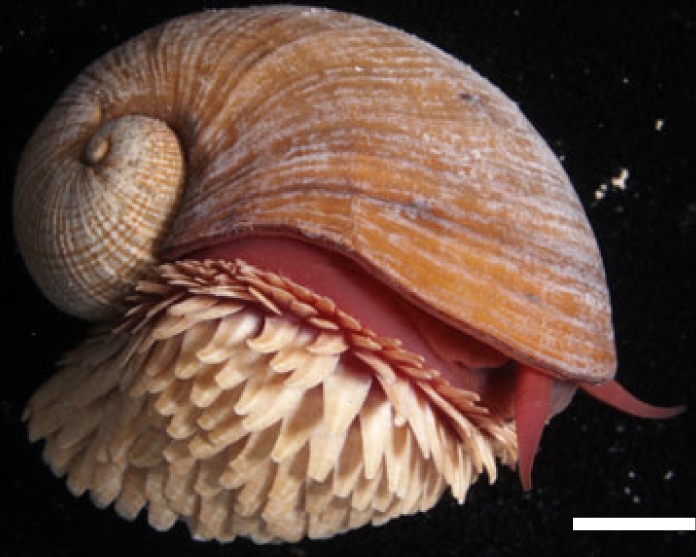
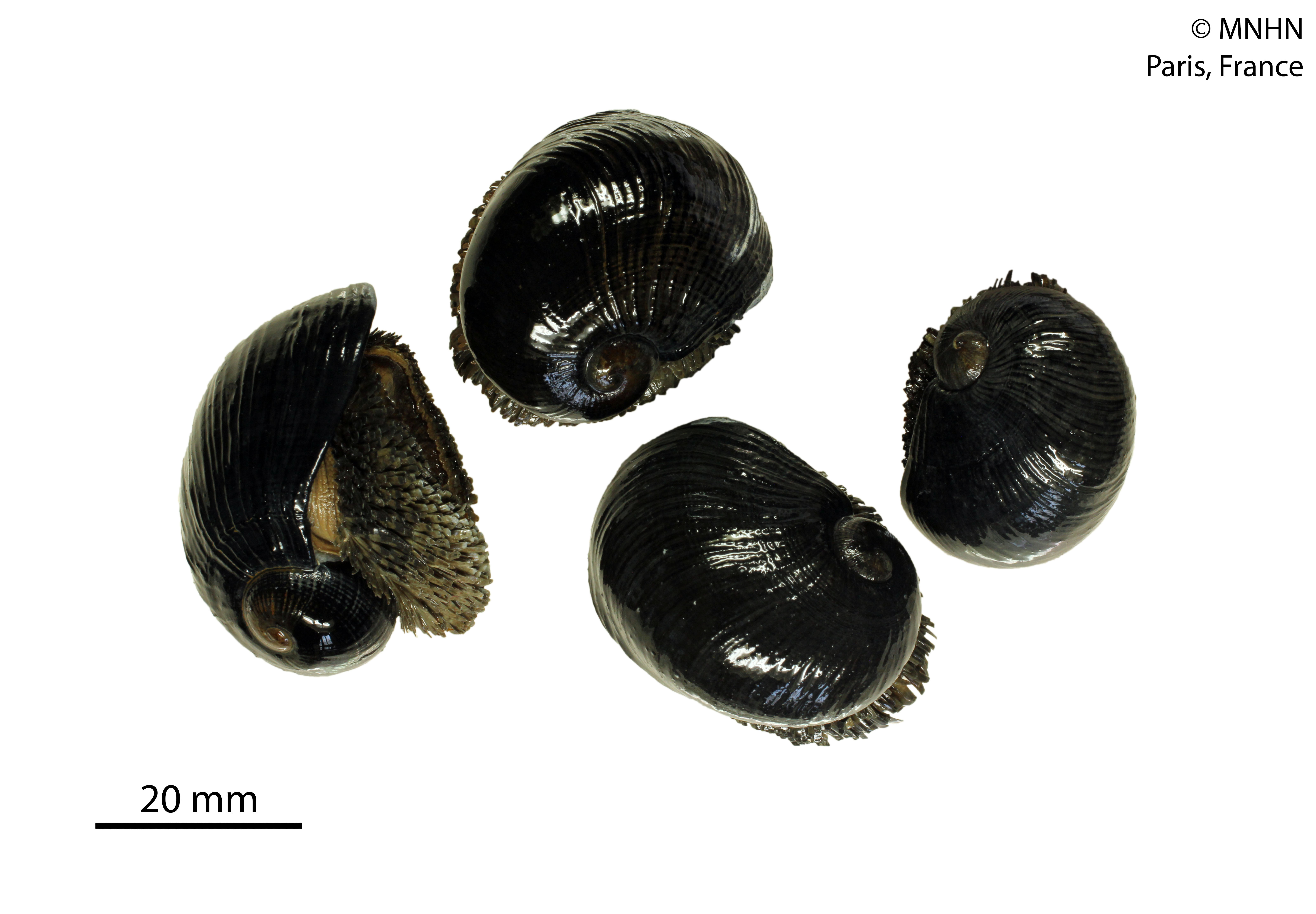
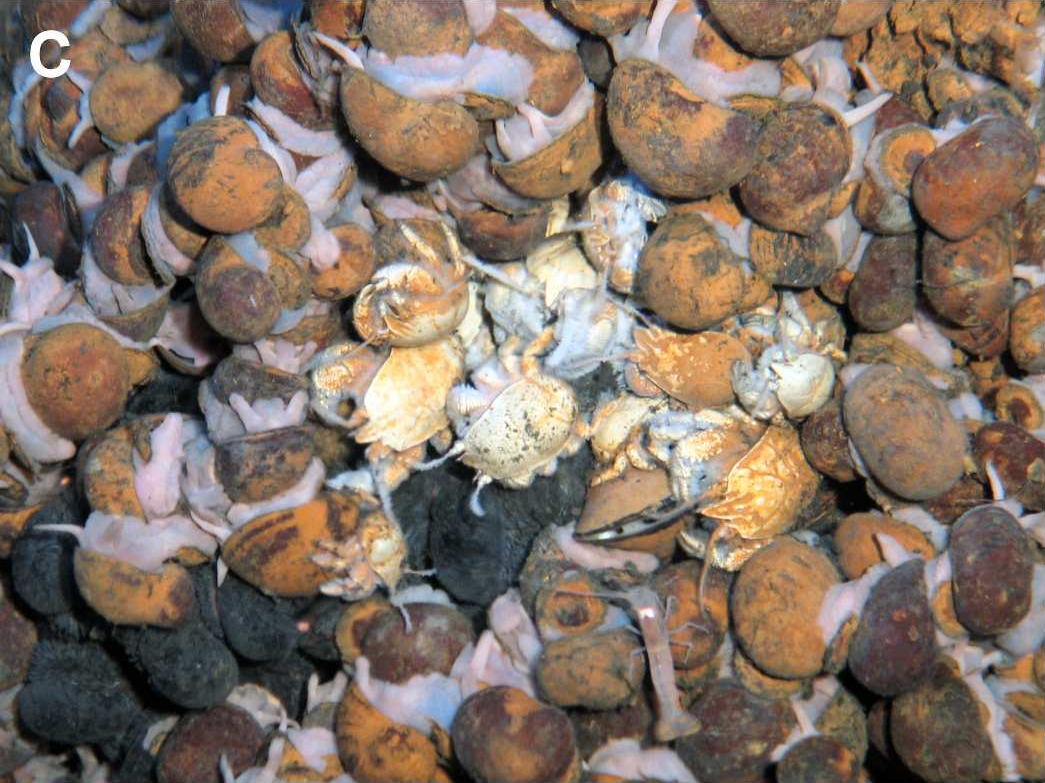
Photo in situ.

## Étymologie
Son nom spécifique, du latin squamiferum, « qui porte des écailles » (squames), fait référence aux nombreuses sclérites dures recouvrant son pied comme une armure.

## Hommages
Les particularités rares de cette espèce l'ont rendu célèbre sur internet, et il figure notamment dans le jeu vidéo Dave the Diver.

## Publication originale
- Chen, Linse, Copley & Rogers (2015). The ‘scaly-foot gastropod’: A new genus and species of hydrothermal vent-endemic gastropod (Neomphalina: Peltospiridae) from the Indian Ocean. Journal of Molluscan Studies, vol. 81, n. 3, pp. 322–334 (texte intégral) (en).